# Trimmis
Trimmis és un municipi del cantó dels Grisons (Suïssa), situat al districte de Landquart.